# Юстус ван Гейсум старший
Юстус ван Гейсум старший (нід. Justus van Huysum І; 8 червня 1659, Амстердам — 23 квітня 1716, Амстердам) — нідерландський художник, що творив на зламі XVII—XVIII століть.

## Життєпис
Народився в Амстердамі. Художні навички отримав у майстерні художника Ніколаса Берхема.
Був художником широкого діапазону і працював у декількох різних жанрах, серед яких пейзаж, портрет, марина, історичний живопис, батальний жанр, натюрморт. Найбільший успіх мали його натюрморти.
Опис майна Юстуса ван Гейсума по смерті містив перелік із 663 картин різних художників. Це свідчить про те, що він не тільки сам писав картини, а й був арт-дилером і торгував полотнами інших майстрів.
Був одружений. В родині Юстуса ван Гейсума старшого було дев'ятеро дітей. Художниками стали четверо його синів:
- Юстус ван Гейсум молодший (1685—1707)
- Якоб ван Гейсум (1687—1740)
- Міхель ван Гейсум (1704—1760)
- Ян ван Гейсум (1682—1749)

Найбільшої слави домігся Ян ван Гейсум, славнозвісний майстер квіткових натюрмортів.
Життєпис художника створив Арнольд Гаубракен.

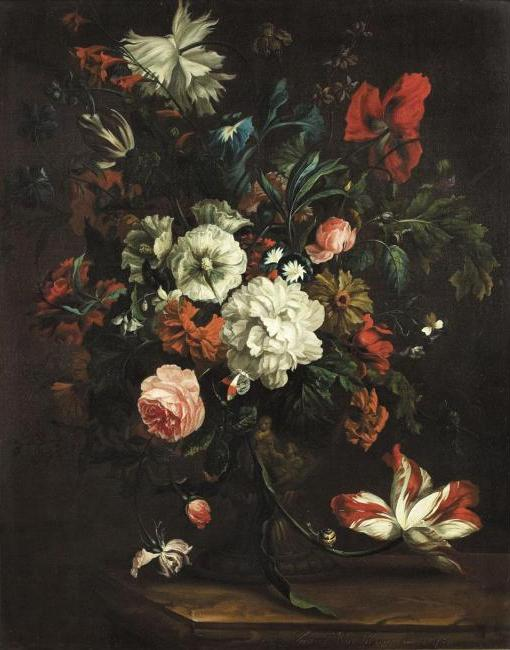
«Натюрморт з квітами в скульптурній вазі на кам'яному столі» (1693)

## Вибрані твори
- «Натюрморт з квітами в скульптурній вазі на кам'яному столі»
- «Квіти», Ермітаж, Санкт-Петербург
- «Пейзаж з тваринами»
- «Баталія з кавалерією», Брауншвейг